# Carazinho
Carazinho ist eine Stadt mit 60.183 Einwohnern im Bundesstaat Rio Grande do Sul im Süden Brasiliens. Sie liegt etwa 290 km nordwestlich von Porto Alegre. Benachbart sind die Orte Almirante Tamandaré do Sul (N), Pontão und Coqueiros do Sul (NO), Passo Fundo (O), Santo Antônio do Planalto (SO), Não-Me-Toque und Colorado (S), Saldanha Marinho (SW), Santa Bárbara do Sul (W) und Chapada (NW). Ursprünglich war Carazinho Teil des Munizips Passo Fundo.

## Söhne und Töchter der Stadt
- João Oneres Marchiori (1933–2017), römisch-katholischer Geistlicher und Bischof von Lages
- Leonel de Moura Brizola (1922–2004), Politiker
- Achim Steiner (* 1961), deutsch-brasilianischer Politiker und UN-Diplomat
- Orlando Luz (* 1998), Tennisspieler